# Zarah Bāsh
Zarah Bāsh (persiska: زره باش, زَر باش, زَرَباش, زَرِه باش, زَرد باش) är en ort i Iran.   Den ligger i provinsen Zanjan, i den nordvästra delen av landet, 220 km väster om huvudstaden Teheran. Zarah Bāsh ligger 2 114 meter över havet och antalet invånare är 406.
Terrängen runt Zarah Bāsh är kuperad. Runt Zarah Bāsh är det ganska tätbefolkat, med 80 invånare per kvadratkilometer. Närmaste större samhälle är Khorramdarreh, 18,8 km öster om Zarah Bāsh. Trakten runt Zarah Bāsh består i huvudsak av gräsmarker.